# Бальнеотерапия

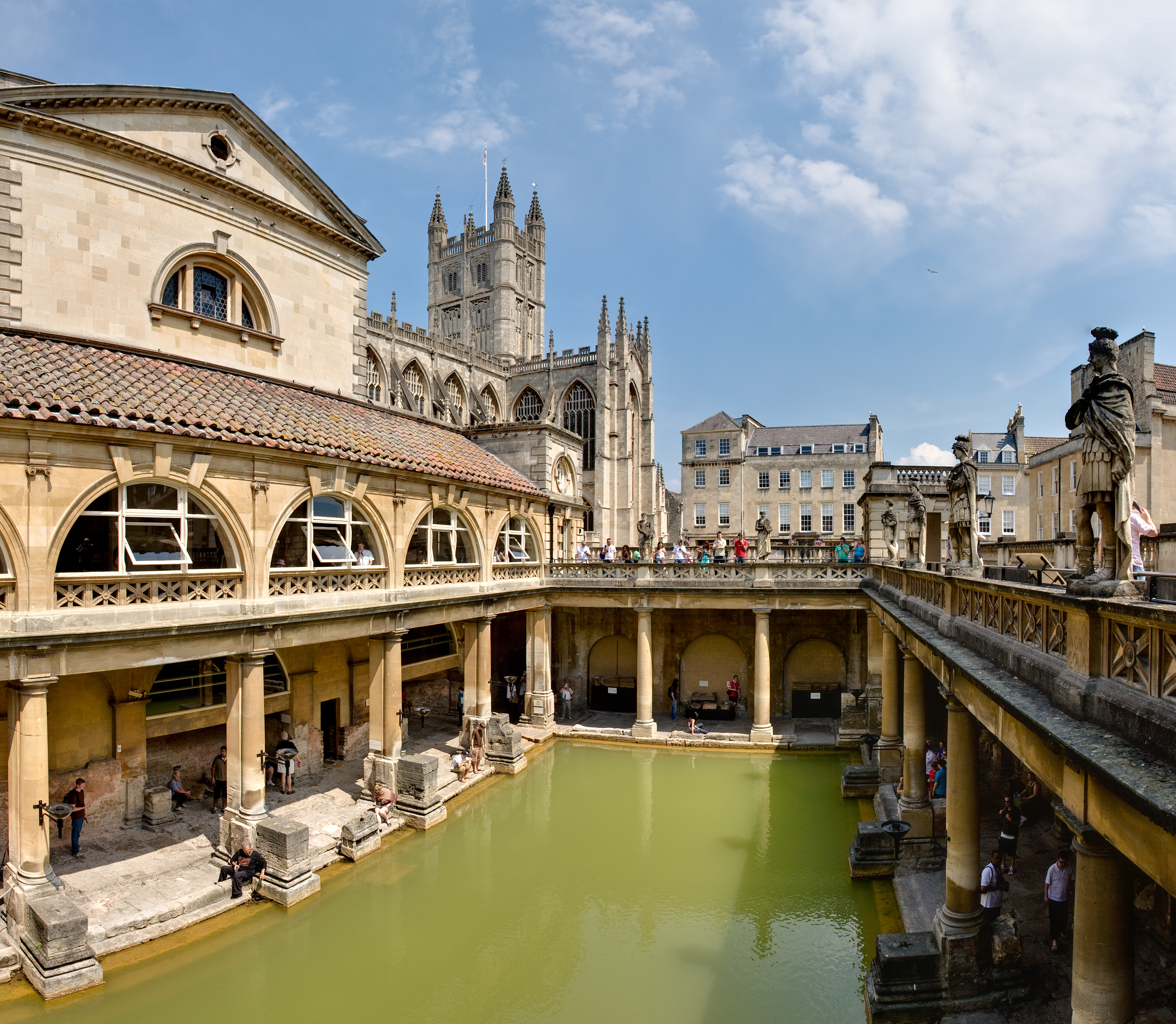
Римские термы в Бате, Великобритания

Бальнеотерапи́я (лат. balneum — «баня, ванна, купание» + греч. θεραπεία — «лечение») — физиотерапевтическая процедура, заключающаяся в лечении минеральными водами, а также лечебными грязями (пелоидотерапия).
К бальнеотерапии относятся местные и общие ванны, умывание в бассейнах, различные души, а также применение минеральной воды для питья, орошение и промывание кишечника, для ингаляций и т. д.
Бальнеотерапия изучается в рамках бальнеологии, раздела курортологии.
Эффективность бальнеотерапии не доказана, в доказательной медицине бальнеопроцедуры не используются.

## История
Использовать минеральные воды для лечения предложил в V веке до нашей эры Геродот. Гиппократ (V—IV веках до н. э.) пишет о «лечебных свойствах» речной, солёной и морской воды. Древнеримский врач Архиген (I век) впервые классифицировал минеральные воды.
В XV веке Джироламо Савонарола выпустил трактат «Об итальянских минеральных водах», содержащий указания о пользовании минеральными ваннами. В XVI веке итальянский врач Габриеле Фаллопий в работе «Семь книг о тёплых водах» пытался выяснить химический состав минеральных вод.
В XVIII веке немецкий учёный Фридрих Гофман впервые установил химический состав минеральных вод и определил присутствие в них солей угольной кислоты, поваренной соли, сернокислой магнезии и тому подобных.
В 1822 году шведский химик Иёнс Якоб Берцелиус разработал способ определения состава минеральных вод и сделал точные химические анализы минеральных источников в Карловых Варах.

## Эффективность
У бальнеотерапии нет клинического эффекта. До XXI века не было научных доказательств эффективности бальнеотерапии, к 2015 году они так и не появились.
На 1997 год большинство исследований бальнеотерапии были выполнены с нарушением научной методологии и недостоверны.
На 2009 год не было ни одного доказательства клинической эффективности бальнеотерапии.
На 2015 год нет доказательств эффективности бальнеотерапии при лечении ревматоидного артрита. Бальнеологические процедуры не более эффективны, чем физические упражнения, релаксационные процедуры и косметические маски.
Некоторые данные показывают, что бальнеотерапия предположительно может помогать при хронических болях в спине (в 20–30% случаев), но доказательная база для утверждений об однозначной пользе бальнеопроцедур при хронических болях в спине слабая (низкого уровня) и устаревшая.
Систематический обзор 2018 года показал, что бальнеотерапия и спа-терапия, вероятно, могут считаться полезными методами борьбы со стрессом, но данные по этому поводу ограниченны.